# Burden of debt
Burden of debt / Живот назаем / Жизнь взаймы — документальный фильм о финансовой грамотности Независимого продюсерского центра Arecina, выпущенный в 2024 году в Болгарии и посвященный проблематике финансовой грамотности. 
Фильм основан на реальных историях людей, столкнувшихся с проблемой избыточной задолженности, недостаточным уровнем знаний в области финансовой культуры и необходимостью искать пути для преодоления этих трудностей. Герои делятся личным опытом, анализируют ошибки и извлеченные из них уроки, подчеркивая важность планирования, создания накоплений и принятия грамотных финансовых решений.
В 2024 году фильм продюсеров Юриса Гулбиcа и Элизабет Крец получил приз за вклад в развитие кинематографа Болгарии на кинофестивале Golden Femi, созданном при поддержке вице-президента страны Илияна Йотова.
Композитором картины выступил британский пианист Luke Faulkner.

## Награды и признание
Полный список кинофестивалей, где фильм завоевал награду или был отмечен членами жюри:
- Международный ежемесячный арт-кинофестиваль в Афинах (Греция)
- Международный фестиваль музыки для кино и звука (ISFMF) (Хорватия)
- Кинопремия Rome Prisma (Италия)
- Кинопремия Каннского кинофестиваля (Франция)
- 2025 ARFF Berlin // Международный кинофестиваль (Германия)
- 6-й Международный культурный кинофестиваль в Непале (Непал)
- Международный кинофестиваль в Лулео (Швеция)
- Кинопремия TRILOKA International Filmfare Awards (Индия)
- Лондонская международная кинопремия (Великобритания)
- Кинопремия Impact DOCS Awards (США)
- Международный кинофестиваль пяти континентов (Венесуэла)
- Международный кинофестиваль Beyond Border (Индия)
- Кинопремия MegaFlix (Великобритания)
- Кинофестиваль South Film and Arts Academy (Чили)
- Кинофестиваль Golden FEMI (Болгария)
- Кинофестиваль Black Owl (Турция)
- Кинофестиваль Cinema Carnival (Италия)
- Кинопремия Onyko Films (Украина)
- Кинофестиваль Symbiotic (Украина)
- Кинофестиваль Golden Bridge İstanbul Short Film Festival (Турция)
- Кинопоказ Lift‑Off Filmmaker Sessions 2024 (Великобритания)